# Lincoln MKX
Lincoln MKX (укр. Лінкольн Марк Ікс) — середньорозмірний SUV преміум-марки Lincoln американського автоконцерну Ford. З літа 2018 року називається Lincoln Nautilus.

## Перше покоління

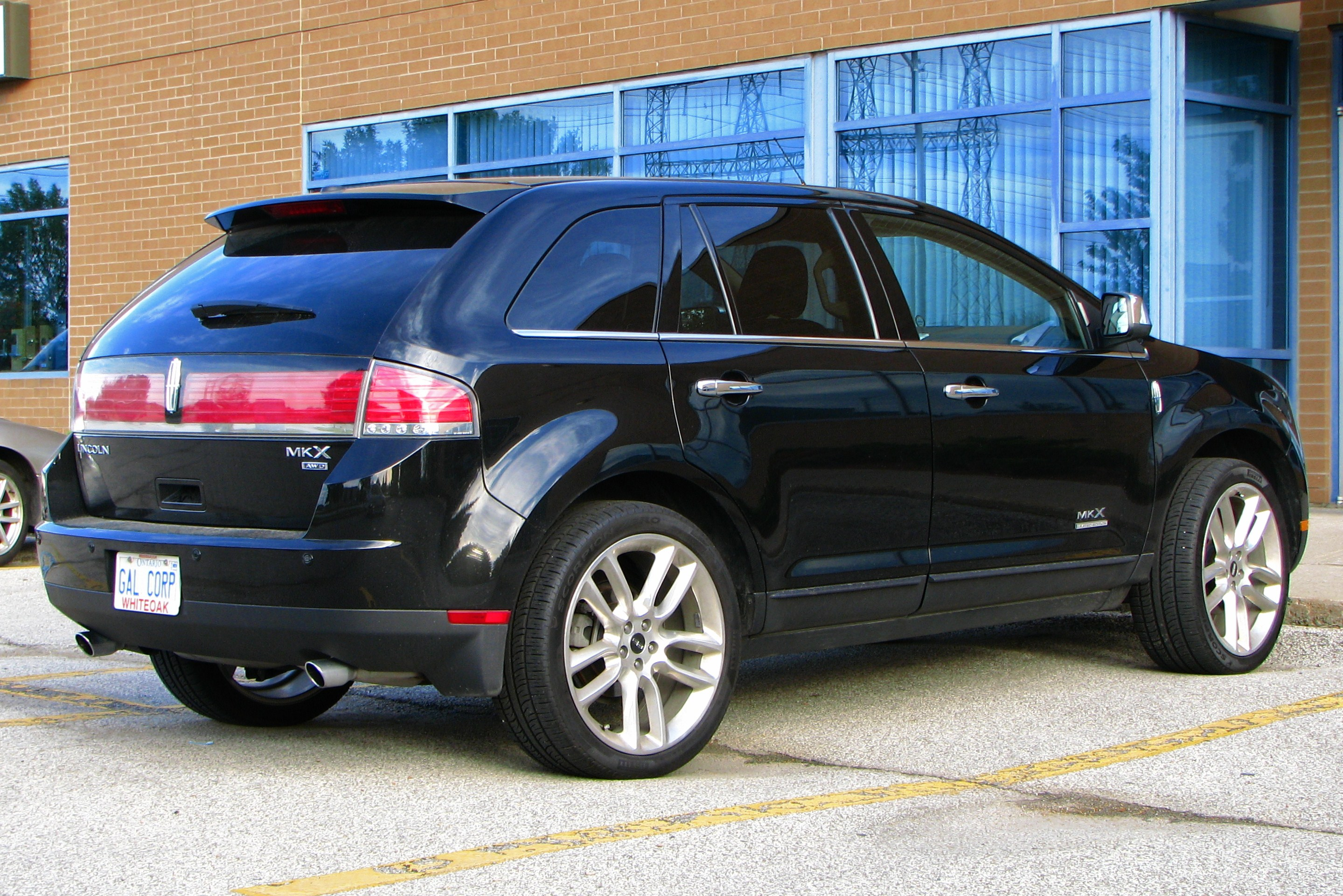
Lincoln MKX (2007-2010)

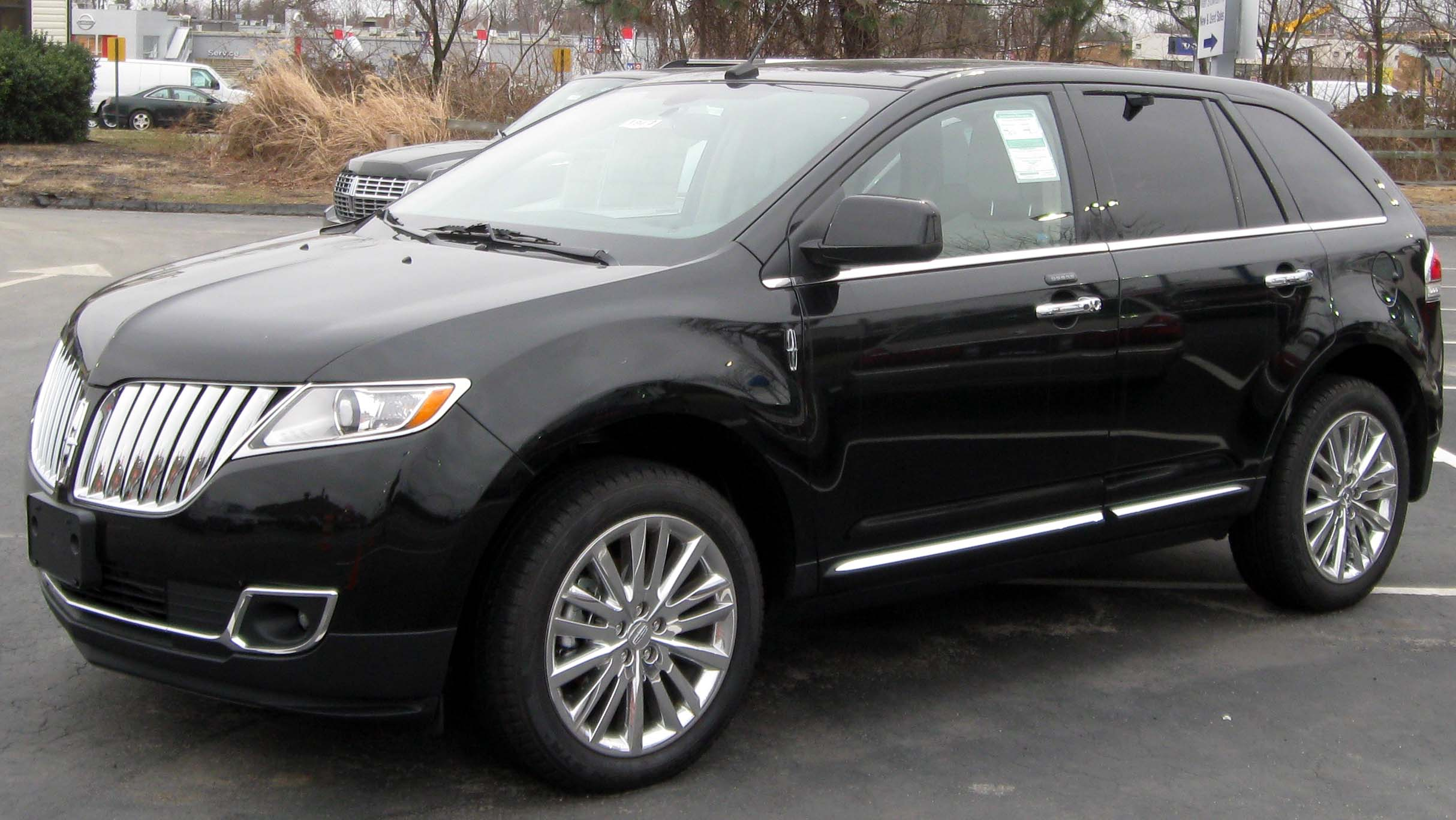
Lincoln MKX (з 2010)

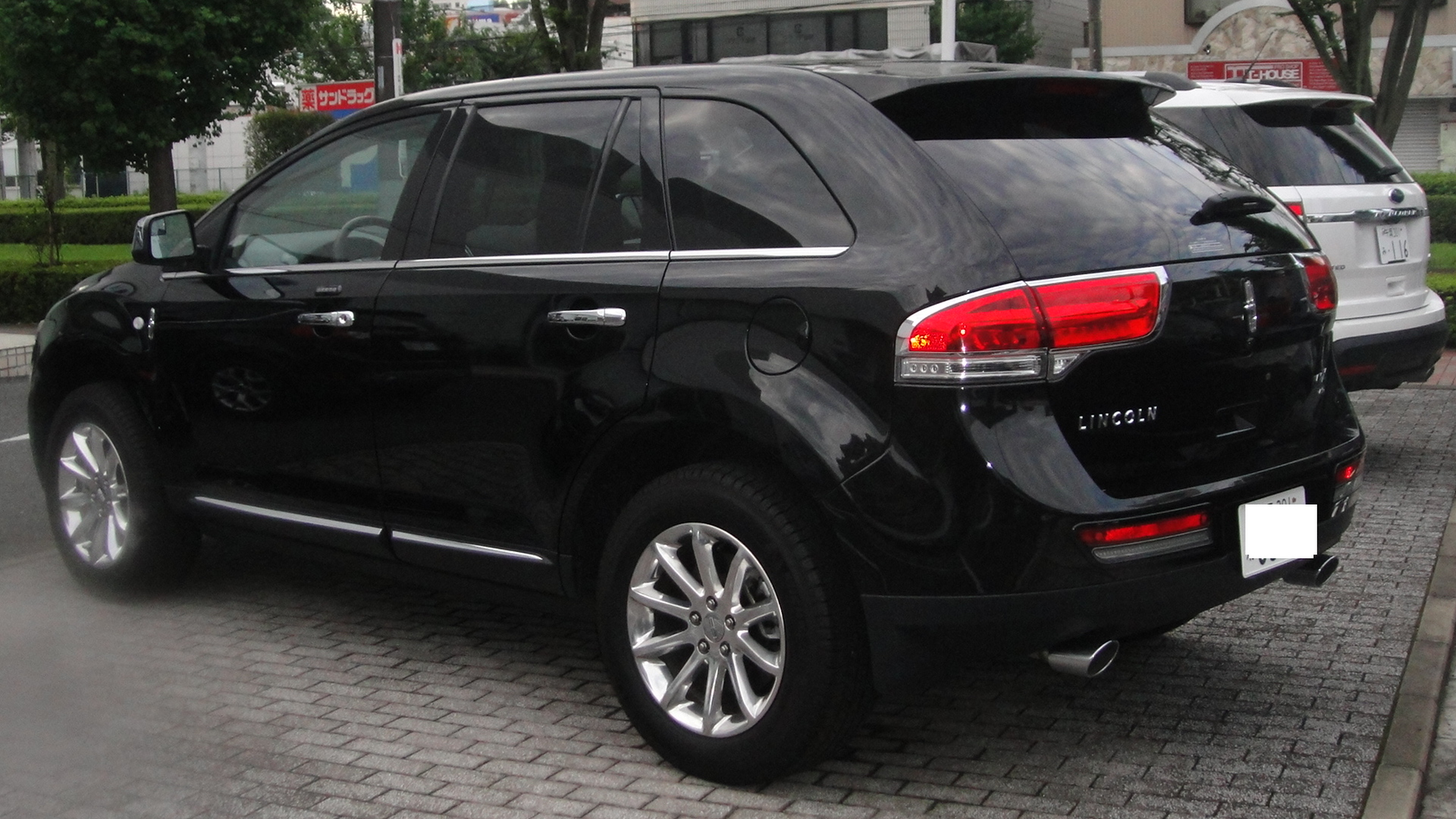
Lincoln MKX (з 2010)

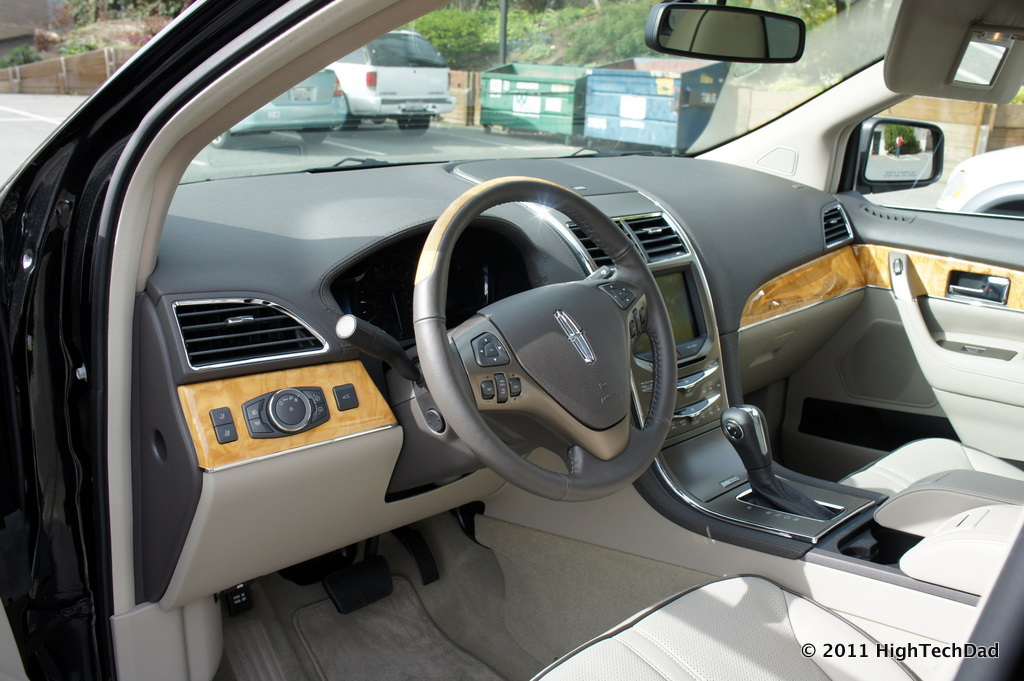

Перше покоління Lincoln MKX виробляється з 2007 року і стверене на основі Ford Edge. MKX збудовано на платформі Ford CD3. Автомобіль оснащувався бензиновим мотором 3,5 V6 Duratec (265 к.с.). Ця «шістка» поєднувалася тільки з шестиступінчастою АКПП. За замовчуванням привід був переднім, але як опцію можна було отримати повнопривідну трансмісію.
У 2010 році модель модернізували, серйозно переробили і екстер'єр, і салон. Крім того, двигун 3,5 поступився місцем агрегату об'ємом 3,7 л з фазозмінювачами вже не тільки на впуску (як у попереднього 3,5), але і на випуску. Потужність зросла до 305 к.с.
Автомобіль розійшовся в США тиражем 207 663 примірника.

### Двигуни
Бензинові
- 3,5 л Duratec 35 V6, 265 к.с., 339 Нм, (2006—2010).
- 3,7 л Duratec 37 V6, 305 к.с., 380 Нм, (з 2010).

## Друге покоління

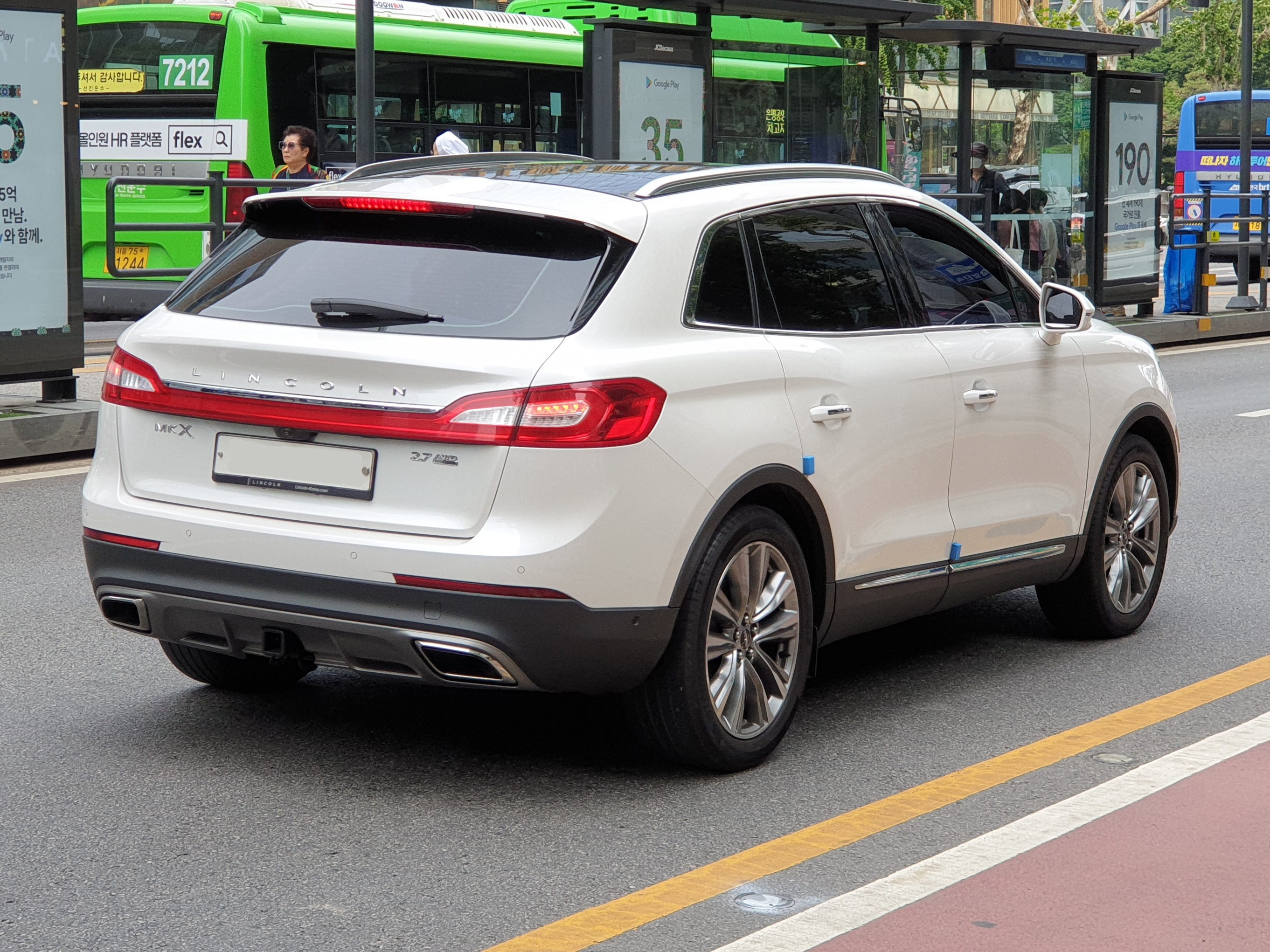
Lincoln MKX ІІ

На автосалоні в Пекіні 21 березня 2014 року представлений концепт-кар Lincoln MKX другого покоління. В серію автомобіль надійшов в 2016 році. Автомобіль збудовано на новій платформі Ford CD4.
Рівні обробки салону включають в себе Premiere, Select, Reserve і Black Label.
Моделі 2016 року отримали декілька додаткових елементів базового оснащення та більше засобів безпеки. З таким начинням йому є що протиставити Lexus RX, Cadillac SRX і Audi Q5.
Загалом, позашляховик Lincoln MKX схожий на Ford Edge, але розумно застосовані стилістичні елементи першого дозволяють вигідно виділитись. Передня частина позашляховика відмічена традиційною для Lincoln решіткою радіатора на два крила та рясним використанням LED освітлення. Стандартно MKX оснащений 18-дюймовими дисками, хоча для топової моделі передбачені 20 та 21-дюймові версії. Виділитись позашляховику допомагають й ексклюзивні кольорові рішення. 
Базова модель Lincoln MKX - Premiere постачається з LED хвостовими вогнями, системою заднього ходу та бічними дзеркалами з підігрівом. Стандартне водійське сидіння пропонується з десятьма режимами налаштування. Мультимедійний центр складається з системи Sync з MyLincoln Touch, аудіосистеми на 9 динаміків та камери заднього виду. До загальної бази автомобіля увійшли: фільтраційна система, дистанційне запалювання, система векторизації крутного моменту та контроль входження у повороти.

### Двигуни
Бензинові
- 2,7 л V6 EcoBoost, 330 к.с. 515 Нм
- 3,7 л V6 Duratec, 300 к.с. 377 Нм

## Продажі
| Рік  | США    | Китай  |
| ---- | ------ | ------ |
| 2006 | 859    | н/д    |
| 2007 | 37,953 | н/д    |
| 2008 | 29,076 | н/д    |
| 2009 | 21,433 | н/д    |
| 2010 | 21,932 | н/д    |
| 2011 | 23,395 | н/д    |
| 2012 | 25,107 | н/д    |
| 2013 | 23,913 | н/д    |
| 2014 | 23,995 | н/д    |
| 2015 | 22,199 | 782    |
| 2016 | 30,967 | 10,407 |
| 2017 | 31,031 | 11,478 |
| 2018 | 28,573 |        |